# Alfred Rausch
Alfred Rausch (* 1897; † 1964) war ein deutscher Jurist in der Finanzverwaltung.

## Leben
Nach dem Studium der Rechtswissenschaften war Rausch seit 1927 im Justizdienst aktiv. Von 1930 bis 1936 war er als Landgerichtsrat beim Landgericht III Berlin und von 1936 bis 1938 als Kammergerichtsrat beim Kammergericht Berlin tätig.
Nachdem Rausch von 1938 bis 1945 am Rechnungshof des Deutschen Reiches in Potsdam Dienst leistete, war er von 1946 bis 1959 am Rechnungshof des Deutschen Reichs (Britische Zone) in Hamburg beziehungsweise ab 1948 am Rechnungshof für Sonderaufgaben und ab 1949 am Rechnungshof des Deutschen Reiches im Vereinigten Wirtschaftsgebiet tätig. Des Weiteren war er von 1947 bis 1948 Präsident des schleswig-holsteinischen Landesrechnungshofs. 1950 kam Rausch schließlich an den Bundesrechnungshof, als dessen Vizepräsident er von 1957 bis 1959 amtierte.